# American Pie 2
Pour les articles homonymes, voir American Pie.
Pour la série du film, voir American Pie (série de films).
Série American Pie
American Pie
(1999) American Pie : Marions-les !
(2003)
Pour plus de détails, voir Fiche technique et Distribution.
American Pie 2 ou Folies de graduation 2 au Québec est un film américain réalisé par James B. Rogers, sorti en 2001.

## Synopsis
Un an après la fin de leurs études secondaires et la fête d’enfer qui salua leur entrée dans l’âge adulte, le naïf Jim et ses copains Oz, Kevin, Finch et Stifler sont de nouveau réunis pour les vacances estivales.
La fin de leur première année à l'université arrive. En attendant ses parents, Jim s'offre un moment de détente avec sa petite amie, mais ils sont interrompus par son père. Oz et Stifler vont passer un examen, mais seul Oz a révisé.
Une nouvelle fête chez Stifler a lieu le soir même. Kevin y retrouve Vicky, mais elle souhaite uniquement une relation amicale avec celui-ci. Stifler semble avoir fait une conquête, mais se fait uriner dessus alors qu'il croit que c'est du champagne.
La police arrive et interrompt prématurément la fête.
Kevin appelle son frère et lui parle de son ennui. Son frère lui répond qu'il faut profiter des vacances et qu'après les choses seront plus claires. Kevin propose à Jim, Oz et Finch de louer une villa au bord du lac Michigan, mais Finch fait remarquer qu'avec leur travail d'été, ils ne pourront pas financer leurs vacances. Kevin invite donc Stifler à se joindre à eux.
Ils arrivent à trouver un travail consistant à repeindre des maisons. Jim pense qu'il n'est pas à la hauteur avec les femmes. Il va retrouver Michelle au stage d'été. Elle lui confirme que son ressenti vis-à vis de lui est mitigé. Jim se retrouve par un concours de circonstances à devoir jouer du trombone devant un public, car il est pris pour un tromboniste de renom. C'est une catastrophe. Il s'enfuit. Lors de la première fête, il y a peu de filles, et le Sherminator le fait remarquer.
Stifler a remarqué que dans l'une des maisons qu'ils peignent, deux femmes semblent très proches, et qu'elles sont peut-être lesbiennes.
Oz téléphone à Heather en Espagne. Il est interrompu par Stifler qui leur fait un canular et leur enjoint de continuer leurs ébats téléphoniques, à la grande consternation d'Heather et Oz, qui raccrochent.
Stifler finit par s'introduire dans la maison pour trouver une preuve que les deux femmes sont lesbiennes. Il trouve un godemiché et perd tout bon sens. Jim et Finch tentent de le faire ressortir. Tous trois se retrouvent dans la maison sans pouvoir en sortir. Ils se cachent dans le dressing d'une chambre. Ils espionnent les deux femmes qui se déshabillent. Ils communiquent par talkie-walkie mais leur fréquence est captée un peu partout aux États-Unis : par un routier, par un restaurant, par un père de famille, par un chef de police…
Démasqués, ils doivent subir des humiliations : Stifler doit palper le postérieur de Finch, Jim et Stifler doivent s'embrasser et au moment où Jim et Finch doivent pratiquer une masturbation sur Stifler, ils s'enfuient, horrifiés et dégoûtés.
De retour dans leur maison, ils tentent d'oublier cette mésaventure. Pour se faire pardonner, Stifler donne à tout le monde des cassettes pornographiques hétéro.
Jim va retrouver Michelle, qui essaie de lui donner confiance en lui, mais il est très crispé.
Les vacances se poursuivent. Jim pratique une technique de combat asiatique comme Finch. Il ne réussit qu'à casser sa lampe de chevet. Finch attend que Jeanine, la maman de Stifler, arrive au bord du lac.
Jim veut utiliser du lubrifiant pour prendre du plaisir. Il utilise à la place la colle forte dont il s'est servi pour réparer sa lampe. Il obtient comme résultat de se coller la main gauche à ses parties intimes et la main droite à la cassette pornographique. L'ambulance l'emmène, tandis que ses amis sont partagés entre la consternation et l'amusement.
Jim retrouve son père, à l'hôpital, qui tente de dédramatiser la situation.
Le lendemain matin, Matt, le frère cadet de Stifler, arrive au bord du lac. Finch se rend compte de sa méprise.
Nadia veut faire une surprise à Jim. Elle arrive sans le prévenir. Jim est très embarrassé, car il ne veut pas parler de son « problème ». Michelle l'aide en faisant croire qu'ils sont ensemble. L'été continue avec des parties de volley, de billard, de baignades…
La veille de la fête, comme convenu, Jim et Michelle font semblant de rompre, car Jim est guéri.
La grande fête arrive. Kevin se rend compte que Vicky est venue en couple. Il est anéanti. Jim, Oz et Finch essayent de le rassurer, et le ramènent à la fête.
Jim discute avec Nadia et se rend compte qu'il préfère être avec Michelle.
Dans la maison, Matt fait comme son grand frère et tente de draguer toutes les femmes qu'il croise. Stifler l'oblige à sortir dehors et à guetter si les policiers arrivent. Matt trouve les deux femmes prétendument lesbiennes et les montre à Stifler. Stifler les emmènent avec lui.
Heather revient en avance, ce qui ravit Oz.
Jim retrouve Michelle qui se produit en concert. Il la ramène à la fête et ils trinquent tous à la prochaine étape.
Le lendemain, Kevin et Vicky écrivent sur cette fête tandis que tous les autres (sauf Finch) ont passé une nuit torride, y compris Nadia avec le Sherminator et Stifler avec les deux jeunes femmes.
Au moment du départ, une Mercedes arrive. C'est la mère de Stifler qui emmène Finch avec elle sans que Stifler le sache. La voiture est très secouée, l'alarme se déclenche et Finch hurle « Maman de Stifler ! ».
Entre fêtes monumentales et blagues énormes, folles nuits, révélations sentimentales déchirantes, coups de foudre et déconvenues hilarantes, la petite bande découvre, l’espace d’un été, que le temps et les gens changent, mais que l’amitié est éternelle.

## Fiche technique
- Titre français et original : American Pie 2
- Titre québécois : Folies de graduation 2
- Titre provisoire : Secret Disguise[1]
- Réalisation : James B. Rogers
- Scénario : Adam Herz (en), d'après une histoire de David H. Steinberg et Adam Herz (en)
- Montage : Larry Madaras et Stuart H. Pappé
- Photographie : Mark Irwin
- Musique : David Lawrence
- Montage : Larry Madaras et Stuart H. Pappé
- Décors : Richard Toyon
- Direction artistique : Kitty Doris-Bates
- Costumes : Alexandra Welker
- Production : Chris Moore, Warren Zide (es) et Craig Perry

Coproducteurs : Chris Bender et Jane Bartelme
Producteurs délégués : Chris Weitz, Paul Weitz et Adam Herz (en)
- Sociétés de production : LivePlanet, Universal Pictures et Zide-Perry Productions
- Distribution :

 États-Unis : Universal Pictures
 France : United International Pictures
- Pays d'origine :  États-Unis
- Langue originale : anglais
- Genre : comédie
- Durée : 106 minutes
- Budget total : 50 000 000 $
  - Budget de production : 30 000 000 $[2]
- Dates de sortie[1] :
  -  États-Unis : 10 août 2001
  -  France,  Belgique : 17 octobre 2001
  - déconseillé aux moins de 10 ans

## Distribution
- Jason Biggs (VF : Cédric Dumond ; VQ : Olivier Visentin) : James « Jim » Levenstein
- Seann William Scott (VF : Jérôme Pauwels ; VQ : Emmanuel Bilodeau) : Steve Stifler
- Thomas Ian Nicholas (VF : Damien Witecka ; VQ : Jean-Jacques Lamothe) : Kevin Myers
- Alyson Hannigan (VF : Christelle Reboul ; VQ : Aline Pinsonneault) : Michelle Flaherty
- Chris Klein (VF : François Huin ; VQ : Louis-Philippe Dandenault) : Chris « Oz » Ostreicher
- Eddie Kaye Thomas (VF : Julien Sibre ; VQ : Patrice Dubois) : Paul Finch
- Shannon Elizabeth (VF : Nathalie Homs ; VQ : Camille Cyr-Desmarais) : Nadia
- Tara Reid (VF : Laura Préjean ; VQ : Christine Bellier) : Victoria « Vicky » Lathum
- Natasha Lyonne (VF : Alexandra Garijo) : Jessica
- Mena Suvari (VF : Céline Mauge ; VQ : Geneviève Angers) : Heather
- Jennifer Coolidge (VF : Martine Meiraghe ; VQ : Marie-Andrée Corneille) : Jeanine Stifler
- Eugene Levy (VF : Michel Papineschi ; VQ : Jean-Marie Moncelet) : Noah Levenstein
- Chris Owen (VF : Christophe Lemoine ; VQ : François Sasseville) : Chuck Sherman
- Eli Marienthal (VQ : Sébastien Reding) : Matthew « Matt » Stifler
- Casey Affleck (VF : Emmanuel Curtil ; VQ : Gilbert Lachance) : Tom Myers
- John Cho : John
- Adam Brody (VF : Donald Reignoux) :  l'étudiant de l'école secondaire
- Justin Isfeld : Justin
- Lisa Arturo (VF : Virginie Ogouz) : Ambre
- Denise Faye : Danielle
- Joelle Carter (VF : Marie-Eugénie Maréchal) : Nathalie
- Molly Cheek (VF : Anne Kerylen) : madame Levenstein
- Sarah Laine : une fille à la soirée
- Chris Penn : monsieur Stifler (scène coupée[3])

Source et légende : version française (VF) et version québécoise (VQ)

## Production

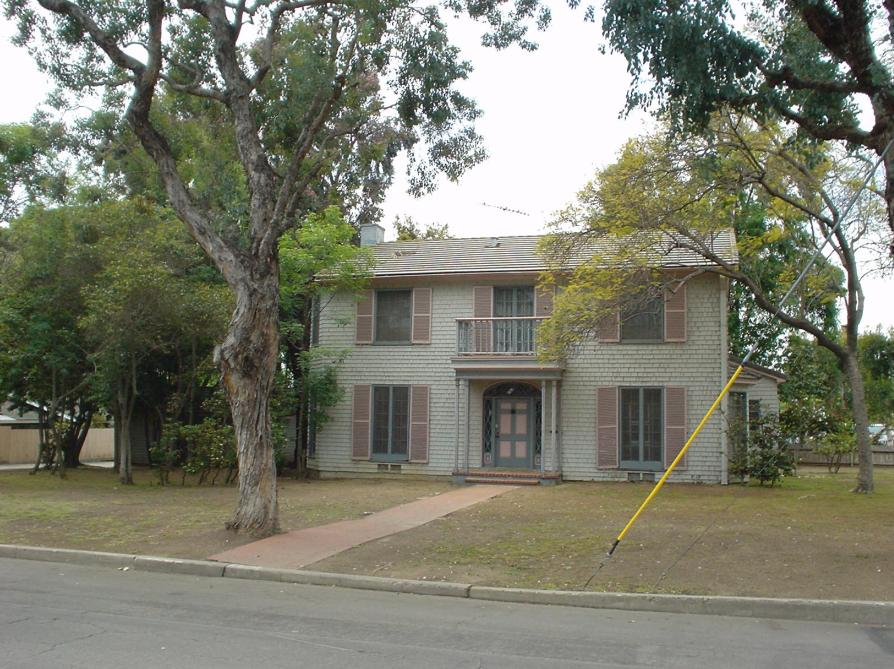
American Pie 2 maison des peintres (La maison a été utilisée dans diverses scènes)

### Casting
Bill Paxton avait été engagé pour le rôle du père de Stifler, mais il quitte finalement le projet en raison d'un conflit d'emploi du temps. Chris Penn le remplace.

### Tournage
Le film a été entièrement tourné en Californie : à Pasadena, Los Angeles (UCLA…), Long Beach, Seal Beach, Altadena, Malibu, South Pasadena, Monrovia.
La scène où le personnage de Nadia, interprété par Shannon Elizabeth, se trouve à New York a en réalité été tournée à Downtown Los Angeles. Les tours du World Trade Center ont été ajoutées numériquement.

## Distinctions
Entre 2001 et 2002, American Pie 2 a été sélectionné 15 fois dans diverses catégories et a remporté 8 récompenses,.

### Récompenses
- Prix Bogey 2001 : Prix Bogey de Platine.
- Prix du cinéma hollywoodien 2001 : Prix de la meilleure révélation féminine décerné à Shannon Elizabeth.
- ASCAP / Société américaine des compositeurs, auteurs et éditeurs 2002 : Prix ASCAP du meilleur film au box-office décerné à David Lawrence.
- MTV Movie Awards 2002 : Prix MTV Movie du meilleur baiser décerné à Jason Biggs et Seann William Scott.
- Prix de la comédie canadienne 2002 (Canadian Comedy Awards) : Prix de la performance masculine assez drôle dans un film décerné à Eugene Levy
- Prix du jeune public 2002 :
  - Prix du jeune public du meilleur film de comédie,
  - Prix du jeune public du meilleur film que vos parents ne voulaient pas que vous voyiez,
  - Prix du jeune public de la personne la plus méprisable décerné à Seann William Scott.

### Nominations
- Festival du cinéma américain de Deauville 2001[8] : Premières - Hors compétition pour James B. Rogers.
- Golden Schmoes Awards 2001 : meilleure comédie de l'année.
- Prix Stinkers du mauvais film 2001 (The Stinkers Bad Movie Awards) :
  - Pire actrice dans un second rôle pour Shannon Elizabeth,
  - Faux accent féminin le plus ennuyeux pour Shannon Elizabeth.
- MTV Movie Awards 2002 :
  - Meilleure performance comique pour Seann William Scott,
  - Meilleure ligne pour Jason Biggs (« Yeah, I kind of superglued myself, to, uh, myself »)[Note 1].
- Prix du jeune public 2002 : meilleur acteur dans une comédie pour Jason Biggs.

## Box-office
- France : 3 374 202 entrées[9]
- États-Unis : 145 103 595 $[2]
- Recettes mondiales : 287 553 595 $[2]